# PSPS Pekanbaru
PSPS, sigla de Persatuan Sepak Bola Pekanbaru dan Sekitarnya é um time futebol da Indonésia com sede em Pekanbaru.